# Linea Hakone Tozan
La  linea Hakone Tozan (箱根登山鉄道線?, Hakone Tozan Tetsudō-sen, lett. linea ferroviaria della ferrovia montana di Hakone), gestita dalla Odakyū Hakone appartenente al gruppo Odakyū è una ferrovia a scartamento misto (in parte a 1067 mm e in parte a 1435 mm, e a doppio scartamento fra le stazioni di Hakone-Yumoto e Iriuda) che collega le stazioni di Odawara a Odawara e Gōra, a Hakone, una famosa zona termale e resort della prefettura di Kanagawa.
La ferrovia è la più ripida in tutto il Giappone, con una pendenza massima dell'80 per mille (un metro di ascendenza verticale ogni 12,5 metri in orizzontale), e per un minore impatto sul parco nazionale di Fuji-Hakone-Izu è stata realizzata col minor impatto possibile. Per questo lungo il percorso sono presenti tre regressi (inversioni di marcia) per superare le pendenze maggiori del territorio montuoso. Il raggio di curvatura minimo è inoltre di soli 30 metri.
Durante la sua realizzazione è stata studiata la ferrovia del Bernina in Svizzera, dalla simile conformazione e ripidità; dal 1979 la Hakone-Tozan è gemellata con la ferrovia del Bernina.

## Servizi e stazioni
La maggior parte dei treni copre il percorso Odawara - Hakone-Yumoto, e quindi a spola torna a Odawara. A Hakone-Yumoto sono disponibili dei treni che proseguono fino al capolinea di Gōra. Questo è dovuto alla differenza di scartamento e di elettrificazione fra le due sezioni, al punto che possono essere considerate come due infrastrutture differenti.
Alcuni treni inoltre provengono dalla stazione di Kita-Senju a Tokyo, percorrendo in parte la linea Chiyoda della metropolitana di Tokyo come espressi limitati.

### Stazioni
- Tutte le stazioni si trovano nella prefettura di Kanagawa
- Fra le stazioni di Iriuda e Hakone-Yumoto, i binari hanno doppio scartamento mediante doppia rotaia (1067 mm e 1435 mm).

Legenda
Fermate: i treni fermano in presenza di "●" e passano presso "｜"
Binari (tutta la linea è a binario singolo; R= scartamento ridotto; N= scartamento normale) ◇,∧: possibile l'incrocio dei treni; ◆: regresso ferroviario ｜: impossibile l'incrocio; ∨: da qui binario singolo
| Catenaria Volt            | Stazione        | Giapponese | Altid. | Distanza interst. | Distanza totale | EL                                             | Collegamenti                                                                                                  | Scartam. | Scartam. | Posizione            |
| Catenaria Volt            | Stazione        | Giapponese | Altid. | Distanza interst. | Distanza totale | EL                                             | Collegamenti                                                                                                  | N        | R        | Posizione            |
| ------------------------- | --------------- | ---------- | ------ | ----------------- | --------------- | ---------------------------------------------- | --- | -------- | -------- | -------------------- |
| 1500 V                    | Odawara         | 小田原     | 26     | -                 | 0.0             | ●                                              | Tōkaidō Shinkansen ■ Linea principale Tōkaidō ■ Linea Shōnan-Shinjuku ■ Linea Odakyū Odawara ■ Linea Daiyūzan |          | ∨        | Odawara              |
| 1500 V                    | Hakone-Itabashi | 箱根板橋   | 27     | 1.7               | 1.7             | ｜                                             | |          | ◇        | Odawara              |
| 1500 V                    | Kazamatsuri     | 風祭       | 48     | 1.5               | 3.2             | ｜                                             | |          | ◇        | Odawara              |
| 1500 V                    | Iriuda          | 入生田     | 66     | 1.0               | 4.2             | ｜                                             | | ｜       | ◇        | Odawara              |
| 1500 V                    | Hakone-Yumoto   | 箱根湯本   | 108    | 1.9               | 6.1             | ●                                              | Interscambio per la prosecuzione da/per Gōra                                                                  | ◇        | ∧        | Ashigarashita Hakone |
| 750 V                     | Hakone-Yumoto   | 箱根湯本   | 108    | 1.9               | 6.1             | ●                                              | Interscambio per la prosecuzione da/per Gōra                                                                  | ◇        | ∧        | Ashigarashita Hakone |
| Tōnosawa                  | 塔ノ沢          | 165        | 1.0    | 7.1               |                 |                                                | ◇ |          |          | Ashigarashita Hakone |
| Semaforo di Deyama        | 出山信号場      | 234        | 1.2    | 8.3               |                 |                                                | ◆ |          |          | Ashigarashita Hakone |
| Ōhiradai                  | 大平台          | 349        | 1.6    | 9.9               |                 |                                                | ◆ |          |          | Ashigarashita Hakone |
| Semaforo di Kami-Ōhiradai | 上大平台信号場  | 359        | 0.5    | 10.4              |                 |                                                | ◆ |          |          | Ashigarashita Hakone |
| Semaforo di Sennindai     | 仙人台信号      | 410        | 0.8    | 11.2              |                 |                                                | ◇ |          |          | Ashigarashita Hakone |
| Miyanoshita               | 宮ノ下          | 448        | 0.9    | 12.1              |                 |                                                | ◇ |          |          | Ashigarashita Hakone |
| Kowakidani                | 小涌谷          | 535        | 1.4    | 13.4              |                 |                                                | ◇ |          |          | Ashigarashita Hakone |
| Chōkoku-no-Mori           | 彫刻の森駅      | 551        | 0.9    | 14.3              |                 |                                                | ◇ |          |          | Ashigarashita Hakone |
| Gōra                      | 強羅            | 553        | 0.7    | 15.0              |                 | Ferrovia Hakone Tozan: Funicolare Hakone-Tozan | ∧ |          |          | Ashigarashita Hakone |